# وزارة التربية والتعليم (اليمن)
أنشأت وزارة التربية والتعليم في اليمن عام 1962م، وتهدف الوزارة إلى تقديم الخدمة التعليمية للفئات العمرية المحددة في القوانين المنظمة لذلك ومحو أمية من فاتهم التعليم ووضع وتنفيذ الخطط والبرامج اللازمة لإنجاز المهام المناطة بها استناداً إلى الدستور والسياسة التربوية العامة للدولة، وخطة التنمية الاقتصادية والاجتماعية.

## الوزير
الوزير الحالي هو طارق سالم صالح العكبري منذ 18 ديسمبر 2020م.

## المهام والاختصاصات
1. رسم سياسة عامة للتعليم وفقاً لاحتياجات خطط التنمية الاقتصادية والاجتماعية.
2. وضع النظام التعليمي وتحديثه وتطوير إدارته على أسس لامركزية ودعم وتعزيز الرقابة على التنفيذ والأداء.
3. تخطيط وإدارة العملية التربوية والتعليمية الصفية واللاصفية في مراحل رياض الأطفال والتعليم الأساسي والثانوي العام وما في مستواه على أساس المناهج التربوية والدراسية المقرة.
4. وضع السياسات التربوية في مجال المناهج لمختلف المراحل الدراسية بما يتناسب والتطور المعرفي.
5. إعداد الخطط التربوية الطويلة والمتوسطة المدى لمواجهة الاحتياجات التعليمية في البلاد على ضوء الدراسات والأبحاث العلمية الحديثة.
6. وضع المناهج والمفردات الدراسية المواتية للتطور المعرفي ومراجعتها دوريا بما يلبي حاجات التنمية والمجتمع.
7. إعداد الخطط الوطنية الشاملة لمحو الأمية وتنفيذها والعمل على إتاحة الفرص لتعليم المتحررين منها في صفوف المتابعة ونظام تعليم الكبار وفقاً لمفهوم التعليم المستمر.
8. إعداد وتوفير الكتب المدرسية والمراجع والمواد التدريسية المقررة للمؤسسات التعليمية التابعة للوزارة.
9. تنمية وتطوير المواد البشرية اللازمة لاحتياجات التنمية والتحديث في البلاد.
10. توجيه الرعاية المهنية والمعنوية والاجتماعية للمدرس باعتباره الركيزة الأساسية في فاعلية العملية التربوية والتعليمية.
11. توفير الوسائل التعليمية والتقنيات اللازمة للعمل التربوي والتعليمي.
12. الإشراف على التعليم الأهلي والخاص وفق السياسة التعليمية والمناهج التربوية المقرة من الوزارة.
13. ربط سياسات ومناهج مراحل التعليم العام بالمراحل التعليمية الأعلى.
14. تخطيط وإدارة البحث العلمي في مجال التربية والتعليم.
15. تعميم الخبرات والتجارب الناجحة بين مكاتب التربية في المحافظات والمراكز التعليمية والإدارات المدرسية والمدرسين في مختلف أنحاء الجمهورية بهدف الاستفادة والتعرف على النشاطات الجارية.
16. تطوير المؤسسات التعليمية بما يتلاءم وحاجات المجتمع ومتطلبات تطوره المتلاحقة.
17. تنمية علاقات وطيدة بين المدرسة والأسرة والمجتمع لضمان عملية تربوية متفاعلة مع المجتمع واحتياجاته المتجددة.
18. إقامة قاعدة معلومات وطنية للتعليم بمختلف قطاعاته ومستوياته يعتمد على الأساليب والتقنيات الحديثة لإدارة المعلومات والاستفادة من هذا النظام في تحسين نوعية خدمة التعليم في الجمهورية.
19. تنمية وترسيخ العلاقات التربوية والتعليمية مع الوزارات المماثلة في البلدان العربية والإسلامية والأجنبية ومع المنظمات الإقليمية والدولية المتخصصة في شئون التربية والتعليم.
20. تمثيل الجمهورية في المؤتمرات والندوات والاجتماعات الإقليمية والدولية ذات العلاقة بشئون التربية والتعليم.
21. أية مهام أخرى تقتضيها طبيعة وظيفتها أو بمقتضى القوانين والقرارات النافذة أو تكلف بها من مجلس الوزراء.

## مجلس الوزارة

### تشكيل المجلس
يشكل الوزير بقرار منه مجلس الوزارة برئاسته ويتكون من الأعضاء التاليين :
| العضو                          | المنصب |
| ------------------------------ | ------ |
| نائب الوزير                    | نائباً  |
| وكلاء الوزارة                  | أعضاء  |
| مستشارو الوزارة                | أعضاء  |
| مديرو الإدارات العامة          | أعضاء  |
| رؤساء الأجهزة والهيئات التابعة | أعضاء  |

### مهام المجلس
1. يتولى المجلس تقديم المشورة في المسائل المتعلقة بنشاط الوزارة وخاصة الأمور التالية :
  1. خطط العمل السنوية للوزارة.
  2. خطط التنمية التربوية والتعليمية.
  3. الخطة المالية وخطة القوى العاملة.
  4. تطوير مهام الوزارة وتنظيم أعمالها.
  5. المواضيع التي تقدم إلى مجلس الوزراء والتي يرى الوزير عرضها على مجلس الوزارة.
  6. تقارير الإنجاز وتقييمها.
  7. مشروعات القوانين واللوائح المنظمة لنشاط الوزارة.
  8. أية مهام أخرى يقترح الوزير إدراجها.
2. ويحق للوزير دعوة أي شخص أخر مختص يرى ضرورة حضوره اجتماعات المجلس.

### أعمال مجلس الوزارة
يصدر الوزير نظاماً يسير على أن تكون اجتماعاته دورية واستثنائية عند الضرورة.
المستشارون هم الأشخاص ذوو الخبرة في مجال التربية والتعليم ويقوم المستشارون بتقديم المشورة للوزير أو نائبه في القضايا والموضوعات الإدارية والمالية والفنية وبصفة شخصية أو جماعية بحسب تقدير الوزير أو نائبه لذلك وللوزير تكليف المستشار لتمثيله لحضور الاجتماعات والاحتفالات والمناسبات واللجان التي يكون الوزير عضواً فيها ولها صلة بمجال التربية والتعليم أو أي أعمال أخرى يكلفه بها الوزير.

#### مجلس الوكلاء
هو مجلس برئاسة وزير التربية مكون من الوزير ونائبه ووكلاء الوزارة والمدير التنفيذي لمؤسسة مطابع الكتاب المدرسي ورئيس جهاز محو الأمية ورئيس مركز البحوث والتطوير التربوي
حيث يعقد اجتماع دوريا لمناقشة وإقرار أهم قضية الوزارة

## مبادئ عامة في التنظيم والأداء لمهام الوزارة
لأغراض التنفيذ الأمثل للمهام تعتمد الوزارة ما يلي من المبادئ والأسس التنظيمية:
1. تطبق الوزارة في تنظيم عملياتها وإدارة نشاطها المبادئ والأساليب العملية في الإدارة والتنظيم كما تستعين بقواعد ووسائل العلوم الأخرى فيما تضعه من خطط أو برامج أو نظم وفي معالجة وتحليل المشكلات والظواهر التي تنشأ في محيط الإدارة.
2. تقوم العلاقات بين قيادات الوزارة على أساس من التعاون والتشاور والتنسيق المستمر.
3. تقوم القطاعات والإدارات العامة في الوزارة بإعداد خطط وبرامج عمل فصلية وسنوية لتنفيذ مهامها واختصاصاتها.
4. تبنى العلاقة التنظيمية من حيث سلطة الإشراف والمسئولية على أساس انسياب خطوط السلطة وتصاعد خطوط المسئولية في مختلف المستويات الإدارية لتنظيم ذلك دونما إخلال بالأساليب والأشكال التنظيمية المعتمدة لتحقيق مبدأ المشاركة في تسيير الأعمال.
5. تعمل الوزارة على صعيد علاقات التنظيم الداخلي فيها وفي علاقاتها بوحدات الإدارة العامة على تطبيق مبدأ تفويض السلطة والتوسع فيه طبقاً لتطور الإدارة العامة في الدولة وبما يؤدي إلى خدمة أهداف الإصلاح الإداري.
6. تكفل قيادة الوزارة أو الرئاسات الإدارية فيها والتنظيم الموضوع لتنفيذ مهامها وتحقيق التنسيق المستمر والفعال تخطيطاً وتنفيذاً في علاقاتها الداخلية مع وحدات الإدارة العامة الأخرى ذات العلاقة كما تكفل تطوير نظام الاتصالات فيها لخدمة أغراض التنسيق وتوفير وسائل العمل الأساسية.
7. تحديد مهام وواجبات وسلطات كل وظيفة دقيقة تكفل تحقيق التوازن بين السلطة والمسئولية.
8. إعداد خرائط العمل والكتيبات التنظيمية الشارحة لمراحل وإجراءات تنفيذ المهام وبخاصة ما كان منها متصلاً بالجمهور واستخدامها كأدلة إرشادية للعاملين بالوزارة والمنتفعين من خدماتها والعمل على مراجعتها دورياً بهدف تطويرها.
9. يعتبر الرؤساء الإداريون بحكم وظائفهم مسئولين عن تدريب الأفراد العاملين بمعيتهم بالإضافة إلى دورهم الأساسي في تنظيم وتبسيط الأعمال والتوجيه والرقابة.
10. تعمل الوزارة على إعداد كادر مؤهل ومتخصص في كافة مجالات نشاطها وتحفيز الكفاءات المبدعة فيها وتنمية العلاقات الإنسانية وعلاقات العمل بهدف الارتفاع المستمر بمستوى أعمالها وإداراتها.
11. تعمل الوزارة على تطبيق مبدأ الثواب والعقاب في الوظيفة العامة اعتماداً على مدى الالتزام بالواجبات وفقاً للقوانين والنظم.
12. تعمل الوزارة على دعم وتطوير مكاتبها وفروعها في المحافظات لاسيما النائية منها في النواحي المادية والبشرية بما يمكنها من تنفيذ مهامها والمشاركة في التنمية الإدارية والريفية بصورة فاعلة.
13. تلتزم كافة التقسيمات التنظيمية للوزارة بجمع وتحليل المعلومات والإحصاءات المتعلقة بأنشطتها المختلفة كأسلوب علمي لاتخاذ القرار وتخطيط وتقييم الأعمال واقتراح الحلول لمشكلات التنمية الإدارية.
14. تولي قيادة الوزارة عناية خاصة بأعمال السجلات والوثائق والرقابة على تطبيق اللوائح المنظمة لها باعتبارها مركزاً لذاكرة الوزارة.
15. يكون لزاماً على الموظف عند معالجته لموضوع يشكل حالة جديدة لا تعالجها بصورة واضحة القوانين والنظم النافذة أن يرفع الأمر إلى رئيسه المباشر ليتولى معالجتها مع قيادة الوزارة عبر خط السلطة.
16. تتولى كل إدارة عامة في الوزارة أعمال السكرتارية للجان والمجالس المشكلة في مجال اختصاصها إلا في حالة النص على خلاف ذلك في النظم المتعلقة بهذه التشكيلات.

## وصلات خارجية
- الصفحة الرسمية للوزراة
- النتيجة العامة لامتحانات الثانوية العامة والمرحلة الاساسية